# Olympische Sommerspiele 1996/Teilnehmer (Südkorea)
| Gelbes Symbol für Goldmedaillen mit stilisierten Olympischen Ringen | Graues Symbol für Silbermedaillen mit stilisierten Olympischen Ringen | Braundes Symbol für Bronzemedaillen mit stilisierten Olympischen Ringen |
| ------------------------------------------------------------------- | --------------------------------------------------------------------- | ----------------------------------------------------------------------- |
| 7                                                                   | 15                                                                    | 5                                                                       |

Südkorea nahm an den Olympischen Sommerspielen 1996 in Atlanta, USA, mit einer Delegation von 300 Sportlern (189 Männer und 111 Frauen) teil.

## Medaillengewinner
Mit sieben gewonnenen Gold-, fünfzehn Silber- und fünf Bronzemedaillen belegte das südkoreanische Team Platz 10 im Medaillenspiegel.

### Gold
| Name/n                                      | Sportart      | Wettkampf                         |
| ------------------------------------------- | ------------- | --------------------------------- |
| Bang Soo-hyun                               | Badminton     | Frauen, Einzel                    |
| Kim Dong-moon & Gil Young-ah                | Badminton     | Mixed, Doppel                     |
| Kim Kyung-wook                              | Bogenschießen | Frauen, Einzel                    |
| Kim Jo-sun, Kim Kyung-wook & Yoon Hye-young | Bogenschießen | Frauen, Mannschaft                |
| Jeon Ki-young                               | Judo          | Mittelgewicht                     |
| Cho Min-sun                                 | Judo          | Frauen, Mittelgewicht             |
| Sim Kwon-ho                                 | Ringen        | Papiergewicht, griechisch-römisch |

### Silber
| Name/n | Sportart       | Wettkampf                 |
| --- | -------------- | ------------------------- |
| Gil Young-ah & Jang Hye-ock | Badminton      | Frauen, Doppel            |
| Park Joo-bong & Ra Kyung-min | Badminton      | Mixed, Doppel             |
| Jang Yong-ho, Kim Bo-ram & Oh Kyo-moon | Bogenschießen  | Mannschaft                |
| Lee Seung-bae | Boxen          | Halbschwergewicht         |
| Cho Eun-jung, Lee Eun-kyung, Chang Eun-jung, Choi Eun-kyung, Lee Ji-young, Oh Seung-shin, Choi Mi-soon, Lim Jeong-sook, Jin Deok-san, Jeon Young-sun, Kim Myung-ok, Kwon Soo-hyun, Woo Hyun-jung, Lee Eun-young, You Jae-sook & Kwon Chang-sook | Hockey         | Damenturnier              |
| Moon Hyang-ja, Huh Soon-young, Kim Mi-sim, Han Sun-hee, Kwag Hye-jeong, Lim O-kyung, Kim Rang, Kim Jeong-mi, Oh Seong-ok, Hong Jeong-ho, Park Jeong-lim, Kim Eun-mi, Lee Sang-eun, Cho Eun-hee & Kim Cheong-shim                                | Handball       | Damenturnier              |
| Kwak Dae-sung | Judo           | Leichtgewicht             |
| Kim Min-soo | Judo           | Halbschwergewicht         |
| Hyun Sook-hee | Judo           | Frauen, Halbleichtgewicht |
| Jung Sun-yong | Judo           | Frauen, Leichtgewicht     |
| Lee Bong-ju | Leichtathletik | Marathon                  |
| Jang Jae-sung | Ringen         | Federgewicht, Freistil    |
| Park Jang-soon | Ringen         | Weltergewicht, Freistil   |
| Yang Hyun-mo | Ringen         | Mittelgewicht, Freistil   |
| Yeo Hong-chul | Turnen         | Pferdsprung               |

### Bronze
| Name/n                       | Sportart      | Wettkampf                 |
| ---------------------------- | ------------- | ------------------------- |
| Oh Kyo-moon                  | Bogenschießen | Einzel                    |
| Cho In-chul                  | Judo          | Halbmittelgewicht         |
| Jung Sung-sook               | Judo          | Frauen, Halbmittelgewicht |
| Yoo Nam-kyu & Lee Chul-seung | Tischtennis   | Doppel                    |
| Park Hae-jung & Ryu Ji-hae   | Tischtennis   | Frauen, Doppel            |

## Teilnehmer nach Sportarten

### Badminton
- Lee Kwang-jin
Einzel: 5. Platz

- Park Seong-u
Einzel: 5. Platz

- Kim Hak-kyun
Einzel: 17. Platz

- Ha Tae-gwon
Doppel: 5. Platz

- Kang Kyung-jin
Doppel: 5. Platz

- Kim Dong-mun
Doppel: 17. Platz
Mixed, Doppel: Gold

- Yu Yong-seong
Doppel: 17. Platz

- Gir Yeong-a
Mixed, Doppel: Gold 
Frauen, Doppel: Silber

- Na Gyeong-min
Mixed, Doppel: Silber 
Frauen, Einzel: 33. Platz

- Park Joo-bong
Mixed, Doppel: Silber

- Bang Su-hyeon
Frauen, Einzel: Gold

- Kim Ji-hyeon
Frauen, Einzel: 4. Platz

- Jang Hye-ok
Frauen, Doppel: Silber

- Kim Mi-hyang
Frauen, Doppel: 9. Platz

- Kim Sin-yeong
Frauen, Doppel: 9. Platz

- Jeong Jae-hui
Frauen, Doppel: 9. Platz

- Park Su-yeon
Frauen, Doppel: 9. Platz

### Baseball
- Herreanteam
8. Platz

- Kader
Son Min-han
Kim Su-gwan
Bae Jae-hyo
Jo In-seong
Gang Hyeok
Jo Jin-ho
Jin Gab-yong
Jo Gyeong-hwan
Lee Dong-uk
Gang Pil-seon
Im Seon-dong
Lee Byeong-gyu
O Cheol-min
Jeon Seung-nam
Kim Yeong-su
Mun Dong-hwan
Na Man-ho
An Hui-bong
Kim Seon-u
Chea Jong-guk

### Basketball
- Herrenteam
12. Platz

- Kader
Lee Sang-min
Gang Dong-hui
Yang Hui-seung
Hyeon Ju-yeop
Hur Jae
Mun Gyeong-eun
O Seong-sik
Jo Dong-gi
Jeon Hui-cheol
Jeong Jae-geun
Jeong Gyeong-ho

- Frauenteam
10. Platz

- Kader
Kim Ji-yun
Jeon Ju-won
Gwon Eun-jeong
Han Hyeon-seon
Yu Yeong-ju
Park Jeong-eun
Kim Jeong-min
An Seon-mi
Cheon Eun-suk
Lee Jong-ae
Jeong Seon-min
Jeong Eun-sun

### Bogenschießen
- Oh Kyo-moon
Einzel: Bronze 
Mannschaft: Silber

- Kim Bo-ram
Einzel: 5. Platz
Mannschaft: Silber

- Jang Yong-ho
Einzel: 7. Platz
Mannschaft: Silber

- Kim Kyung-wook
Frauen, Einzel: Gold 
Frauen, Mannschaft: Gold

- Kim Jo-sun
Frauen, Einzel: 6. Platz
Frauen, Mannschaft: Gold

- Yoon Hye-young
Frauen, Einzel: 9. Platz
Frauen, Mannschaft: Gold

### Boxen
- Bae Gi-ung
Bantamgewicht: 9. Platz

- Sin Su-yeong
Federgewicht: 17. Platz

- Sin Eun-cheol
Leichtgewicht: 5. Platz

- Han Hyeong-min
Halbweltergewicht: 17. Platz

- Bae Ho-jo
Weltergewicht: 9. Platz

- Lee Wan-gyun
Halbmittelgewicht: 17. Platz

- Mun Im-cheol
Mittelgewicht: 17. Platz

- Lee Seung-bae
Halbschwergewicht: Silber

- Go Yeong-sam
Schwergewicht: 17. Platz

### Fechten
- Kim Young-ho
Florett, Einzel: 8. Platz
Florett, Mannschaft: 7. Platz

- Kim Yong-guk
Florett, Einzel: 29. Platz
Florett, Mannschaft: 7. Platz

- Jeong Su-gi
Florett, Einzel: 30. Platz
Florett, Mannschaft: 7. Platz

- Yang Noe-seong
Degen, Einzel: 23. Platz
Degen, Mannschaft: 10. Platz

- Jang Tae-seok
Degen, Einzel: 27. Platz
Degen, Mannschaft: 10. Platz

- Lee Sang-gi
Degen, Einzel: 42. Platz
Degen, Mannschaft: 10. Platz

- Yu Sang-ju
Säbel, Einzel: 32. Platz
Säbel, Mannschaft: 11. Platz

- Seo Seong-jun
Säbel, Einzel: 33. Platz
Säbel, Mannschaft: 11. Platz

- Lee Hyo-geun
Säbel, Einzel: 38. Platz
Säbel, Mannschaft: 11. Platz

- Jeon Mi-gyeong
Frauen, Florett, Einzel: 32. Platz

- Go Jeong-jeon
Frauen, Degen, Einzel: 8. Platz
Frauen, Degen, Mannschaft: 10. Platz

- Kim Hui-jeong
Frauen, Degen, Einzel: 28. Platz
Frauen, Degen, Mannschaft: 10. Platz

- Lee Geum-nam
Frauen, Degen, Einzel: 30. Platz
Frauen, Degen, Mannschaft: 10. Platz

### Fußball
- Herrenteam
11. Platz

- Kader
Seo Dong-myeong
Choi Seong-yong
Lee Sang-hyeon
Lee Gyeong-su
Lee Gi-hyeong
Yun Jeong-hwan
Jang Chang-nam
Choi Yong-su
Lee Won-sik
Kim Hyeon-su
Kim Sang-hun
Lee Im-saeng
Choi Yun-yeol
Ha Seok-ju
Hwang Sun-hong

### Gewichtheben
- Go Gwang-gu
Fliegengewicht: 7. Platz

- Jeon Byeong-gwan
Bantamgewicht: Wettkampf nicht beendet

- Hwang Hui-yeol
Federgewicht: 13. Platz

- Im Dong-gi
Halbschwergewicht: 20. Platz

- Choi Dong-gil
I. Schwergewicht: 10. Platz

- Jeon Sang-seok
II. Schwergewicht: 13. Platz

- Kim Tae-hyun
Superschwergewicht: 4. Platz

### Handball
- Frauenteam
Silber

- Kader
Jo Eun-hui
Han Seon-hui
Hong Jeong-ho
Kim Jeong-sim
Kim Eun-mi
Kim Jeong-mi
Kim Mi-sim
Kim Rang
Lee Sang-eun
Im O-gyeong
Mun Hyang-ja
Oh Seong-ok
Oh Yeong-ran
Park Jeong-rim

### Hockey
- Herrenteam
5. Platz

- Kader
Gu Jin-su
Sin Seok-gyo
Han Byeong-guk
Yu Myeong-gun
Jo Myeong-jun
Jeon Jong-ha
Yu Seung-jin
Park Sin-heung
Gang Geon-uk
Kim Jong-i
Jeong Yong-gyun
Song Seong-tae
Kim Yong-bae
Hong Gyeong-seop
Kim Yeong-gwi
Kim Yun

- Damenteam
Silber

- Kader
Yu Je-suk
Choi Eun-gyeong
Jo Eun-jeong
O Seung-sin
Im Jeong-suk
Kim Myeong-ok
Chang Eun-jung
Lee Ji-yeong
Lee Eun-gyeong
Gwon Su-hyeon
U Hyeon-jeong
Choi Mi-sun
Lee Eun-yeong
Jeon Yeong-seon
Gwon Chang-suk
Jin Deok-san

### Judo
- Kim Jong-won
Superleichtgewicht: 9. Platz

- Lee Sung-hun
Halbleichtgewicht: 17. Platz

- Kwak Dae-sung
Leichtgewicht: Silber

- Cho In-chul
Halbmittelgewicht: Bronze

- Jeon Ki-young
Mittelgewicht: Gold

- Kim Min-soo
Halbschwergewicht: Silber

- Hyun Sook-hee
Frauen, Halbleichtgewicht: Silber

- Jung Sun-yong
Frauen, Leichtgewicht: Silber

- Jung Sung-sook
Frauen, Halbmittelgewicht: Bronze

- Cho Min-sun
Frauen, Mittelgewicht: Gold

- Son Hyun-mi
Frauen, Schwergewicht: 7. Platz

### Kanu
- Park Chang-gyu
Zweier-Canadier, 500 Meter: Halbfinale
Zweier-Canadier, 1000 Meter: Halbfinale

- Jeon Gwang-rak
Zweier-Canadier, 500 Meter: Halbfinale
Zweier-Canadier, 1000 Meter: Halbfinale

### Leichtathletik
- Jin Seon-guk
100 Meter: Vorläufe

- Son Ju-il
400 Meter: Vorläufe

- Lee Bong-ju
Marathon: Silber

- Kim I-yong
Marathon: 12. Platz

- Kim Wan-gi
Marathon: Rennen nicht beendet

- Lee Jin-taek
Hochsprung: 8. Platz

- Kim Tae-hui
Hochsprung: 32. Platz in der Qualifikation

- Jo Hyeon-uk
Hochsprung: 33. Platz in der Qualifikation

- Kim Cheol-gyun
Stabhochsprung: 24. Platz in der Qualifikation

- Seong Hui-jun
Weitsprung: In der Qualifikation ausgeschieden

- Chu Gi-yeong
Speerwurf: 31. Platz in der Qualifikation

- Lee Yeong-suk
Frauen, 100 Meter: Vorläufe

- O Mi-ja
Frauen, Marathon: 30. Platz

- Gang Sun-deok
Frauen, Marathon: Rennen nicht beendet

- Lee Mi-kyung
Frauen, Marathon: Rennen nicht beendet

- Lee Myeong-seon
Frauen, Kugelstoßen: 20. Platz in der Qualifikation

- Lee Yeong-seon
Frauen, Speerwurf: 15. Platz in der Qualifikation

### Moderner Fünfkampf
- Kim Mi-Seop
Einzel: 11. Platz

### Radsport
- Park Min-su
Straßenrennen, Einzel: Rennen nicht beendet

- Hyeon Byeong-cheol
Sprint: 2. Runde

- Hong Seok-han
1000 Meter Zeitfahren: 19. Platz

- Jeon Dae-heung
4000 Meter Mannschaftsverfolgung: 15. Platz

- Jeong Yeong-hun
4000 Meter Mannschaftsverfolgung: 15. Platz

- Kim Jung-mo
4000 Meter Mannschaftsverfolgung: 15. Platz

- No Yeong-sik
4000 Meter Mannschaftsverfolgung: 15. Platz

- Jo Ho-seong
Punkterennen: 8. Platz

- Kim Yong-mi
Frauen, Straßenrennen, Einzel: Rennen nicht beendet
Frauen, Punkterennen: Rennen nicht beendet

### Ringen
- Sim Gwon-ho
Papiergewicht, griechisch-römisch: Gold

- Ha Tae-yeon
Fliegengewicht, griechisch-römisch: 7. Platz

- Park Chi-ho
Bantamgewicht, griechisch-römisch: 11. Platz

- Choi Sang-seon
Federgewicht, griechisch-römisch: 9. Platz

- Kim Yeong-il
Leichtgewicht, griechisch-römisch: 18. Platz

- Kim Jin-su
Weltergewicht, griechisch-römisch: 7. Platz

- Park Myeong-seok
Mittelgewicht, griechisch-römisch: 14. Platz

- Eom Jin-han
Halbschwergewicht, griechisch-römisch: 20. Platz

- Jeong Sun-won
Papiergewicht, Freistil: 5. Platz

- Jang Jae-seong
Federgewicht, Freistil: Silber

- Hwang Chang-ho
Leichtgewicht, Freistil: 6. Platz

- Park Jang-sun
Weltergewicht, Freistil: Silber

- Yang Hyun-mo
Mittelgewicht, Freistil: Silber

- Kim Ik-hui
Halbschwergewicht, Freistil: 8. Platz

- Kim Tae-u
Schwergewicht, Freistil: 17. Platz

### Rudern
- Lee In-su
Doppelzweier: Halbfinale

- Lee Ho
Doppelzweier: Halbfinale

- Min Byeong-sun
Frauen, Doppelzweier: Viertelfinale

- Park Yeong-ja
Frauen, Doppelzweier: Viertelfinale

### Schießen
- Kim Seong-jun
Luftpistole: 12. Platz
Freie Scheibenpistole: 37. Platz

- Kim Seong-jun
Luftpistole: 36. Platz
Freie Scheibenpistole: 11. Platz

- Lee Eun-chul
Luftgewehr: 11. Platz
Kleinkaliber, Dreistellungskampf: 18. Platz
Kleinkaliber, liegend: 7. Platz

- Im Yeong-seop
Luftgewehr: 11. Platz

- Cha Young-chul
Kleinkaliber, Dreistellungskampf: 40. Platz
Kleinkaliber, liegend: 36. Platz

- Park Cheol-seung
Trap: 13. Platz
Doppeltrap: 4. Platz

- Lee Hyo-suk
Frauen, Luftpistole: 9. Platz

- Bu Sun-hui
Frauen, Luftpistole: 15. Platz
Frauen, Sportpistole: 4. Platz

- Park Jeong-hui
Frauen, Sportpistole: 21. Platz

- Jin Sun-ryeong
Frauen, Luftgewehr: 9. Platz

- Kim Jeong-mi
Frauen, Luftgewehr: 19. Platz

- Gong Hyeon-a
Frauen, Kleinkaliber, Dreistellungskampf: 6. Platz

- Won Gyeong-suk
Frauen, Kleinkaliber, Dreistellungskampf: 32. Platz

- Lee Sang-hui
Frauen, Doppeltrap: 17. Platz

### Schwimmen
- Go Un-ho
100 Meter Freistil: 49. Platz
200 Meter Freistil: 26. Platz
4 × 200 Meter Freistil: 15. Platz
4 × 100 Meter Lagen: 17. Platz

- U Cheol
400 Meter Freistil: 30. Platz
4 × 200 Meter Freistil: 15. Platz

- Lee Gyu-chang
1500 Meter Freistil: 25. Platz
4 × 200 Meter Freistil: 15. Platz

- Kim Min-seok
4 × 200 Meter Freistil: 15. Platz
100 Meter Rücken: 39. Platz
4 × 100 Meter Lagen: 17. Platz

- Ji Sang-jun
200 Meter Rücken: 14. Platz

- Jo Gwang-je
100 Meter Brust: 24. Platz
4 × 100 Meter Lagen: 17. Platz

- Yang Dae-cheol
100 Meter Schmetterling: 52. Platz
4 × 100 Meter Lagen: 17. Platz

- Lee Jeong-hyeong
200 Meter Schmetterling: 35. Platz

- Kim Bang-hyeon
200 Meter Lagen: 26. Platz
400 Meter Lagen: 21. Platz

- Seo So-yeong
Frauen, 50 Meter Freistil: 41. Platz
Frauen, 4 × 100 Meter Freistil: 19. Platz
Frauen, 4 × 200 Meter Freistil: 18. Platz

- Lee Bo-eun
Frauen, 100 Meter Freistil: 35. Platz
Frauen, 4 × 100 Meter Freistil: 19. Platz
Frauen, 4 × 200 Meter Freistil: 18. Platz
Frauen, 4 × 100 Meter Lagen: 18. Platz

- Jeong On-ra
Frauen, 400 Meter Freistil: 31. Platz
Frauen, 4 × 100 Meter Freistil: 19. Platz
Frauen, 4 × 200 Meter Freistil: 18. Platz

- Seo Hyeon-su
Frauen, 800 Meter Freistil: 24. Platz

- Lee Chang-ha
Frauen, 200 Meter Rücken: 13. Platz

- Byeon Hye-yeong
Frauen, 100 Meter Brust: 30. Platz
Frauen, 4 × 100 Meter Lagen: 18. Platz

- No Ju-hui
Frauen, 200 Meter Brust: 28. Platz

- Park U-hui
Frauen, 100 Meter Schmetterling: 41. Platz
Frauen, 200 Meter Schmetterling: 32. Platz
Frauen, 4 × 100 Meter Lagen: 18. Platz

- Lee Ji-hyun (1978)
Frauen, 100 Meter Rücken: 18. Platz
Frauen, 4 × 100 Meter Lagen: 18. Platz

- Lee Ji-hyun (1979)
Frauen, 200 Meter Freistil: 32. Platz
Frauen, 4 × 100 Meter Freistil: 19. Platz
Frauen, 4 × 200 Meter Freistil: 18. Platz
Frauen, 200 Meter Lagen: 35. Platz

- Lee Ji-hyun (1982)
Frauen, 400 Meter Lagen: 28. Platz

### Segeln
- Ok Deok-pil
Windsurfen: 33. Platz

- Kim Dae-yeong
470er: 28. Platz

- Jeong Seong-an
470er: 28. Platz

- Kim Ho-kon
Laser: 23. Platz

- Ju Sun-an
Frauen, Windsurfen: 16. Platz

### Tennis
- Lee Hyeong-taek
Doppel: 17. Platz

- Yun Yong-il
Doppel: 17. Platz

- Choi Yeong-ja
Frauen, Einzel: 17. Platz

- Park Seong-hui
Frauen, Einzel: 33. Platz
Frauen, Doppel: 17. Platz

- Kim Eun-ha
Frauen, Doppel: 17. Platz

### Tischtennis
- Kim Taek-soo
Einzel: 5. Platz
Doppel: 5. Platz

- Yoo Nam-kyu
Einzel: 9. Platz
Doppel: Bronze

- Lee Chul-seung
Einzel: 17. Platz
Doppel: Bronze

- Gang Hui-chan
Doppel: 5. Platz

- Park Hae-jung
Frauen, Einzel: 9. Platz
Frauen, Doppel: Bronze

- Park Gyeong-ae
Frauen, Einzel: 17. Platz
Frauen, Doppel: 4. Platz

- Ryu Ji-hae
Frauen, Einzel: 17. Platz
Frauen, Doppel: Bronze

- Kim Moo-kyo
Frauen, Doppel: 4. Platz

### Turnen
- Lee Joo-hyung
Einzelmehrkampf: 20. Platz
Mannschaftsmehrkampf: 8. Platz
Barren: 7. Platz
Boden: 22. Platz in der Qualifikation
Pferdsprung: 36. Platz in der Qualifikation
Reck: 8. Platz
Ringe: 35. Platz in der Qualifikation
Seitpferd: 21. Platz in der Qualifikation

- Han Yun-su
Einzelmehrkampf: 34. Platz
Mannschaftsmehrkampf: 8. Platz
Barren: 24. Platz in der Qualifikation
Boden: 42. Platz in der Qualifikation
Pferdsprung: 63. Platz in der Qualifikation
Reck: 12. Platz in der Qualifikation
Ringe: 71. Platz in der Qualifikation
Seitpferd: 10. Platz in der Qualifikation

- Kim Dong-hwa
Einzelmehrkampf: 76. Platz in der Qualifikation
Mannschaftsmehrkampf: 8. Platz
Barren: 98. Platz in der Qualifikation
Boden: 71. Platz in der Qualifikation
Pferdsprung: 86. Platz in der Qualifikation
Reck: 62. Platz in der Qualifikation
Ringe: 32. Platz in der Qualifikation
Seitpferd: 85. Platz in der Qualifikation

- Jeong Jin-su
Einzelmehrkampf: 79. Platz in der Qualifikation
Mannschaftsmehrkampf: 8. Platz
Barren: 11. Platz in der Qualifikation
Boden: 19. Platz in der Qualifikation
Pferdsprung: 101. Platz in der Qualifikation
Reck: 29. Platz in der Qualifikation
Ringe: 38. Platz in der Qualifikation
Seitpferd: 100. Platz in der Qualifikation

- Yeo Hong-cheol
Einzelmehrkampf: 82. Platz in der Qualifikation
Mannschaftsmehrkampf: 8. Platz
Barren: 61. Platz in der Qualifikation
Boden: 11. Platz in der Qualifikation
Pferdsprung: Silber 
Reck: 102. Platz in der Qualifikation
Ringe: 54. Platz in der Qualifikation
Seitpferd: 102. Platz in der Qualifikation

- Jo Seong-min
Einzelmehrkampf: 86. Platz in der Qualifikation
Mannschaftsmehrkampf: 8. Platz
Barren: 76. Platz in der Qualifikation
Boden: 31. Platz in der Qualifikation
Pferdsprung: 42. Platz in der Qualifikation
Reck: 97. Platz in der Qualifikation
Ringe: 100. Platz in der Qualifikation
Seitpferd: 90. Platz in der Qualifikation

- Kim Bong-hyeon
Einzelmehrkampf: 105. Platz in der Qualifikation
Mannschaftsmehrkampf: 8. Platz
Barren: 100. Platz in der Qualifikation
Pferdsprung: 99. Platz in der Qualifikation
Reck: 90. Platz in der Qualifikation
Ringe: 101. Platz in der Qualifikation
Seitpferd: 42. Platz in der Qualifikation

- Kong Yun-jin
Frauen, Einzelmehrkampf: 63. Platz in der Qualifikation
Frauen, Bodenturnen: 72. Platz in der Qualifikation
Frauen, Pferdsprung: 62. Platz in der Qualifikation
Frauen, Schwebebalken: 64. Platz in der Qualifikation
Frauen, Stufenbarren: 86. Platz in der Qualifikation

### Volleyball
- Herrenteam
9. Platz

- Kader
Im Do-heon
Kim Se-jin
Sin Yeong-cheol
Bang Sin-bong
Kim Sang-u
Ha Jong-hwa
Choi Cheon-sik
Park Hui-sang
Lee Seong-hui
Sin Jeong-seop
Sin Jin-sik
Park Seon-chul

- Frauenteam
6. Platz

- Kader
Jang Yun-hui
Lee Su-jeong
Gang Hye-mi
Jeong Seon-hye
Kim Nam-sun
Park Su-jeong
Hong Ji-yeon
Jang So-yeon
Choi Gwang-hui

### Wasserspringen
- Lee Jong-hwa
Kunstspringen: 32. Platz

- Gwon Gyeong-min
Turmspringen: 31. Platz

- Im Yun-ji
Frauen, Turmspringen: 31. Platz

- Kim Yeo-yeong
Frauen, Turmspringen: 32. Platz